# Harriet (tartaruga)
Harriet (Ilha de Santa Cruz, 1830 -  23 de Junho 2006) foi uma tartaruga das Galápagos, residente do jardim zoológico de Beerwah em Queensland na Austrália, famosa pela sua idade estimada em 175 anos que fez dela a terceira tartaruga mais velha do planeta. A tradição do zoo diz ainda que Harriet foi o animal de estimação de Charles Darwin e que foi a inspiração para a sua teoria da evolução das espécies, um papel que foi questionado por estudos genéticos recentes.

## A lenda
A história oficial de Harriet começa em 1835, quando Charles Darwin visitou as Ilhas Galápagos durante a sua viagem no HMS Beagle à volta do mundo. Como naturalista da expedição, Darwin desembarcou nas ilhas e procurou capturar animais desconhecidos e catalogá-los. Uma das atracções biológicas do arquipélago foram as suas tartarugas gigantes, classificadas na espécie Geochelone nigra, que abundavam em todas as ilhas. A tripulação do Beagle entusiasmou-se com estes animais e, quando partiram, levaram consigo quatro juvenis. Robert FitzRoy, o capitão, recolheu dois exemplares da ilha de Española, Darwin um de São Salvador e o seu empregado Syms Covington outro de Santa Maria. A propósito das tartarugas, Darwin apontou nos seus diários um comentário do governador do arquipélago, que afirmava saber a proveniência das tartarugas apenas pela obervação da sua carapaça. Esta ideia associada a outras observações foi um dos motivos que o levaram a pensar no poder do isolamento geográfico nos processos de especiação. Já depois do regresso a Inglaterra, Darwin concluiu que os exemplares que tinha trazido eram demasiado jovens para inferir conclusões e acabou por basear a sua teoria de evolução nos pássaros das Galápagos. Por volta de 1841, o naturalista ofereceu a sua tartaruga e a de Covington a John Wickham, um colega da viagem, que depois a doou ao Jardim Botânico de Brisbane. Mais tarde, a tartaruga foi oferecida ao zoo de Beerwah, onde residiu até ao fim da sua vida.

## Novos dados

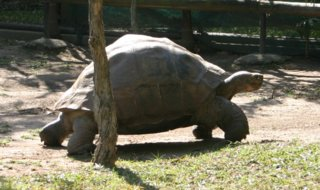
Harriet no Australia Zoo em 2004.

A verdadeira história de Harriet pode ser, no entanto, muito mais complexa pois os detalhes desta simples biografia não encaixam com outros pormenores históricos. Com certeza, sabe-se apenas que o animal estava no Jardim Botânico de Brisbane em 1870. Para começar, nos anos depois da viagem do Beagle, Darwin viveu em Londres, numa casa com um jardim diminuto, onde dificilmente cabe uma tartaruga gigante, muito menos duas. O segundo problema desta história é a ausência de referências a Harriet nos diários de Darwin, uma falta difícil de explicar num homem apegado aos animais que o rodeavam. A partida para a Austrália, em 1841 pela mão de Wickham é também complicada, uma vez que os censos australianos mostram que este marinheiro estava no país nesse ano. Ainda para mais, a vida de Wickham demonstra que ele só reviu Darwin após a viagem do Beagle numa reunião realizada em Londres em 1862. Fica por este motivo posta de parte a hipótese de Harriet ter sido o animal de estimação de Darwin. Através da correspondência de Robert FitzRoy, sabe-se também que a tartaruga não é também um dos juvenis recolhidos pelo capitão do navio, visto que estes morreram pouco depois da chegada. Recentemente, foram efectuados estudos do DNA mitocondrial de Harriet, que desacreditam por completo a sua ligação a Darwin. A análise genética mostra que Harriet pertence à subespécie Geochelone nigra porteri, típica de Santa Cruz, uma ilha que Darwin e os seus companheiros não visitaram. Este estudo confirma, no entanto, que Harriet estava viva em 1835 e que tem por isso pelo menos 170 anos de vida.
Uma vez que não se trata de um dos quatro animais que saíram das Galápagos no Beagle, a proveniência de Harriet torna-se mais obscura. A sua ida para a Austrália, algures antes de 1870, deve ter sido pela mão de um marinheiro das rotas baleeiras que tinham por hábito ter animais exóticos como animais de estimação.